# Jim Higgins (irlandzki polityk)
Jim Higgins (ur. 4 maja 1945 w Ballyhaunis w hrabstwie Mayo) – irlandzki polityk, nauczyciel, były poseł i senator, deputowany do Parlamentu Europejskiego VI i VII kadencji.

## Życiorys
Ukończył St. Jarlath's College, następnie studia nauczycielskie na Narodowym Uniwersytecie Irlandii w Galway. Od 1966 do 1984 pracował jako nauczyciel w szkołach ponadpodstawowych. W 1979 uzyskał mandat radnego hrabstwa Mayo, w latach 1980–1981 był wiceprzewodniczącym rady.
W 1981 z ramienia partii Fine Gael bez powodzenia kandydował do Dáil Éireann. W październiku tego samego roku premier Garret FitzGerald mianował go w skład Seanad Éireann. Mandat senatora utracił po zmianie rządu (w kwietniu 1982), odzyskał go jednak w lutym 1983. W Senacie zasiadał do lutego 1987, kiedy to po raz pierwszy został wybrany do niższej izby parlamentu, w której zasiadał następnie przez piętnaście lat (do czerwca 2002). W 1995 był ministrem stanu w Departamencie Finansów, następnie do 1997 zajmował tożsame stanowisko w Departamencie Obrony.
W wyborach parlamentarnych w 2002 nie uzyskał reelekcji. We wrześniu tego samego roku został ponownie senatorem, w Seanad Éireann zasiadał przez pięć lat. Od 2002 do 2004 był członkiem Zgromadzenia Parlamentarnego Rady Europy.
W 2004 uzyskał mandat posła do Parlamentu Europejskiego w okręgu północno-zachodnim. W 2009 skutecznie ubiegał się o reelekcję. Zasiadł w grupie Europejskiej Partii Ludowej.